# Agéma
L'agéma ou agème (en grec ancien ἄγημα / ἄgēma) est un corps d'élite de la cavalerie ou de l'infanterie chargé de la garde du roi en Macédoine et dans les royaumes hellénistiques.

## Origines
Le terme agéma proviendrait du grec ancien ἄγω / ἄgô qui signifie « mener » ou « conduire ».
D'après les sources antiques, le terme peut avoir des acceptations différentes selon les lieux et les époques. À l'origine, l'agéma désigne un détachement militaire utilisé pour une cause spéciale, telle que la garde de cibles de grande valeur. En raison de sa nature, l'agéma comprend donc des troupes d'élite. Chez Xénophon, il désigne un corps d'armée spartiate. Mais ce terme désigne généralement la garde du roi durant les batailles, particulièrement en Macédoine,. Il convient de ne pas confondre les agèmes avec les sômatophylaques (ou gardes du corps) qui escortent le roi de Macédoine en permanence.

## Dans l'armée macédonienne
Dans l'armée macédonienne sous le règne d'Alexandre le Grand, l'escadron royal (ilè basilikè), qui comporte 300 Compagnons, forment la garde équestre du roi, appelée « agéma » par les sources, notamment Arrien et Quinte-Curce. Au départ de l'expédition en Asie en 334 av. J.-C., le commandement de l'agéma est confiée à Cleitos. Le premier des six lochoi des hypaspistes (appelés argyraspides après la campagne d'Inde), soit 500 hommes, forment l'agéma à pied et se tient à droite de la phalange, près de la garde équestre. La limite d'âge de l'agéma à pied est fixé à 45 ans.
À l'époque des Antigonides, en particulier sous Philippe V et Persée, il existe un contingent de 2 000 à 3 000 fantassins d'élite qui forme l'agéma. Ils sont parfois nommés peltastes par Polybe et Tite-Live, probablement parce qu'ils portent un petit bouclier appelé péltê. En bataille rangée, ils combattent comme une phalange conventionnelle ; mais ils peuvent utiliser des équipements plus légers en fonction de la mission. Polybe évoque également une agéma équestre composée de 1 000 hommes.

## Dans les armées hellénistiques
Dans l'armée séleucide, il existe un bataillon de cavaliers appelé agéma qui accompagne le roi dans ses déplacements et combat à ses côtés. Ces agèmes, au nombre de 1 000 selon Tite-Live, sont composés en grande partie de Mèdes. Lourdement protégés, ils combattent comme des « semi-cataphractaires », le cheval ne possédant une armure que sur le devant. On distingue parmi eux un escadron de la garde du roi (ou ilê basisiliké) qui est constitué de Syriens, de Phrygiens et de Lydiens. Il est possible qu'à partir d'Antiochos III les cavaliers de l'agéma soient caparaçonnés. Durant la bataille de Magnésie (190 av. J.-C.), l'agéma attaque de front une légion romaine, ce qui renforce l'hypothèse qu'ils soient lourdement équipés.
Chez les Séleucides, comme le laisse à penser le compte-rendu de la bataille de Panion par Polybe, il existerait par ailleurs une agéma à pied appelée hypaspistes (« porte-boucliers ») par les sources antiques. Les agèmes sont équipés d'une armure de bronze, d'un casque phrygien ou thrace, d'un bouclier (aspis) ; ils sont armés d'une sarisse et d'une épée courte (machaira). Dans les royaumes lagide et gréco-bactrien, il existe également une agéma à pied et à cheval. Les contingents de la Garde lagide forment une force permanente de quelques milliers d'hommes.

## À l'époque contemporaine
Dans les forces armées grecques modernes, l'agéma désigne un détachement de garde honoraire, comme lors du hissage du drapeau grec ou lors de fêtes nationales et religieuses. Le nom a été appliqué pendant une courte période à la Garde royale après sa création en 1868.